# Razlogovci
Razlogovci představovali skupinu chorvatských spisovatelů a básníků, soustředěných kolem časopisu Razlog (vycházel v letech 1961 - 1969). Jednalo se jak o mladé autory, kteří se narodili v 30. letech 20. století, tak i za druhé světové války. Později se k nim přidali i autoři, kteří v 50. letech tvořili skupinu tzv. "krugovašů". Období existence obou tvůrčích skupin je v dějinách chorvatské literatury souhrnně označováno jako tzv. druhá moderna. I razlogovci byli orientováni spíš k pluralitě různých názorů a stylů a také odmítali dominanci komunistické ideologie nad uměním. 
Mezi autory, kteří bývají označeni jako razlogovci, se zařadili Danijel Dragojević, Zvonimir Mrkonjić, Zvonimir Majdak, Ante Stamać, Dubravko Horvatić, Igor Zidić, Vjeran Zuppa, Tonko Maroević, Tonči Petrasov Marović a další. Později je doplnili i jejich kolegové, kteří dříve působili okolo časopisu Krugovi, neboť nově vznikající skupinu považovali za pokračování toho, co iniciovali sami. To je případ např. i Vlada Gotovce, který se i stal redaktorem časopisu Krugovi. 
Stejně jako jejich předchůdci z okolí časopisu Krugovi byli Razlogovci rovněž orientováni především na poezii. Jednalo se o vzdělané a prozápadně orientované tvůrce, kteří se zajímali o filozofii, a to se značným důrazem na fenomenologii. Svoji tvorbu proto prodchli duchem filozofickými kontexty a intelektualizovali. Je proto pro výklad složitá, hermeticky uzavřená, nekomunikativní a plná filozofických pojmů. Občas se lze v tomto kontextu setkat i s termínem "pojmové básnictví" (chorvatsky pojmovno pjesništvo). Razlogovští autoři často s jazykem experimentovali; hledali nové možnosti jak po akustické, tak po vizuální stránce. Mnohé z těchto postupů používali další chorvatští autoři v pozdějších obdobích, dávno poté, co časopis Razlog přestal vycházet a jeho spolupracovníci se rozešli.
Razlogovci rádi ztotožňovali filozofii s literaturou. 
Byli také velmi kritičtí k tehdejší společnosti a jen neradi se považovali za její součást. To v souvislosti s otevřeností k filozofii a jejímu uplatnění v literatuře vedlo k tomu, že získávali nálepku existencialistů. 
Kromě filozoficky orientované poezie, experimentování a hledání nového, byli mnozí z razlogovců aktivní také v oblasti prózy a napsali celou řadu románů, byť se jednalo o žánr, kterému se věnovalo pozornosti méně. Hlavními autory románů byli v této době Zvonimir Majdak a Milan Mirić. Tehdejší romány byly ovlivněny tzv. jeans prózou, tedy literárním stylem, který inicioval známý román Jerome Salingera Kdo chytá v žitě. Ta se v chorvatském (a jugoslávském) literárním prostředí plně uplatnila až v 70. letech 20. století.
Období razlogovců končí se společenskými změnami přelomu 60. a 70. let, které se v jugoslávském prostředí projevily jako studentské nepokoje, v Chorvatsku samotném pak jako Chorvatské jaro rozsáhlé celospolečenské masové hnutí snažící se o změnu orientace této republiky v rámci Jugoslávie. Jugoslávské politické vedení bylo zděšeno liberalizačními procesy, které v zemi udávaly tempo po Brionském plénu a otevřely cestu nebezpečnému nacionalismu, resp. nevraživosti mezi jednotlivými svazovými republikami. Jediným východiskem z krize se pro jugoslávské komunisty ukázala být tuhá represe. Byla proto zpřísněna cenzura[zdroj?] a zrušeny mnohé časopisy a jiná periodika, včetně Razlogu.[zdroj?]